# Aliance TW

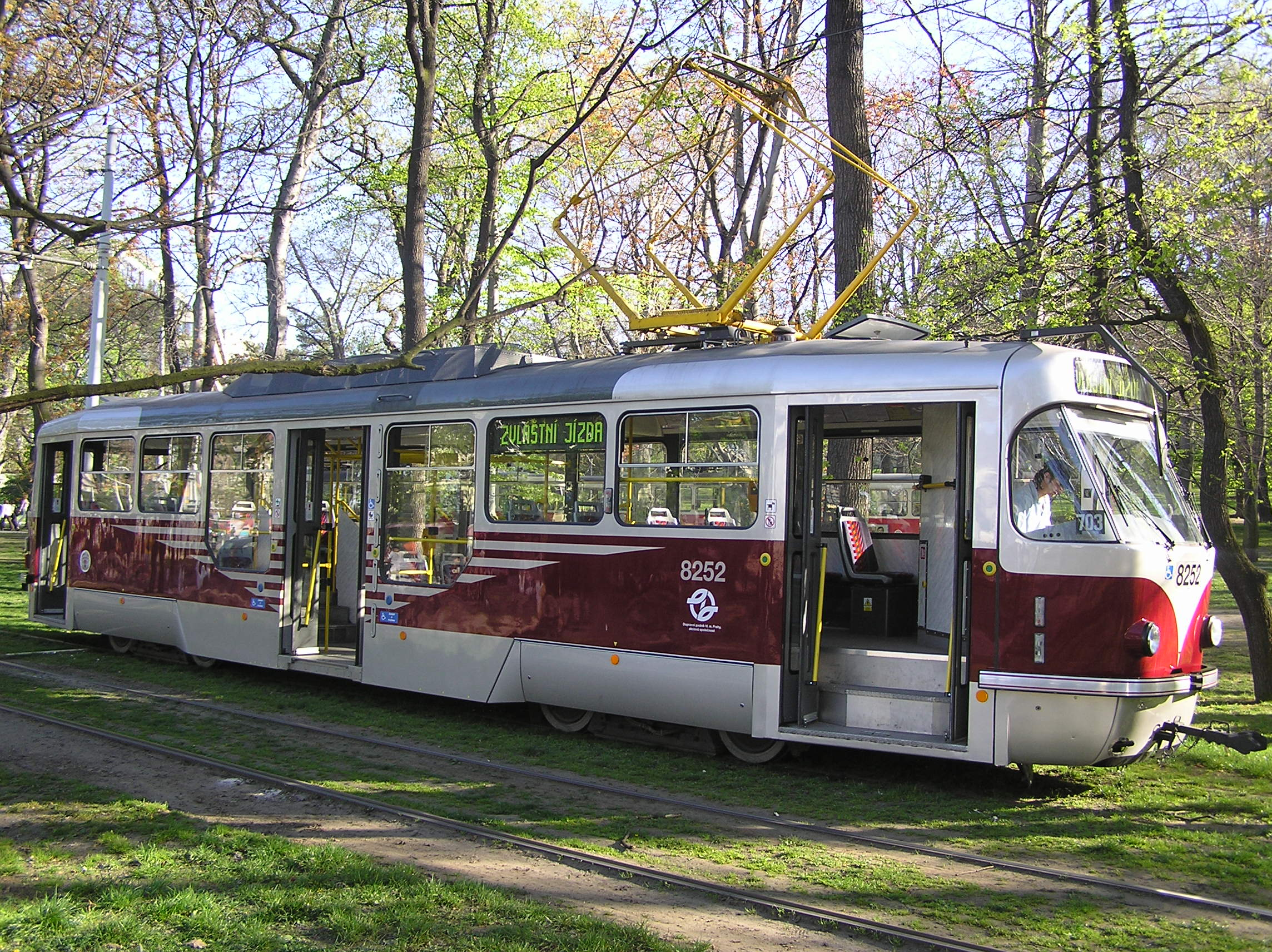
Tatra T3R mit von KOS teilweise abgesenktem Wagenboden

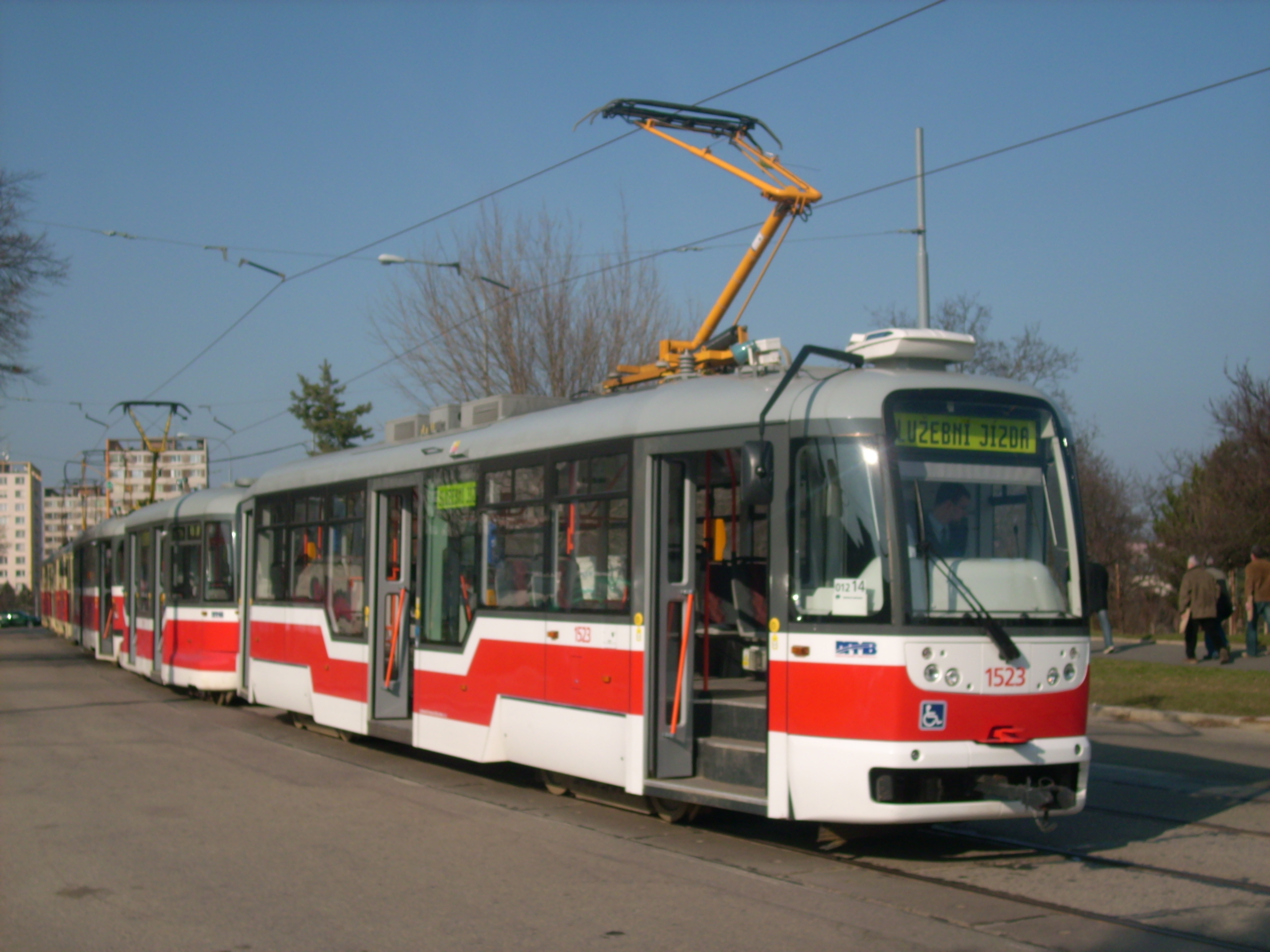
KOS Vario LF

Aliance TW ist ein 2001 gegründetes Konsortium dreier kleiner tschechischer Unternehmen, das die Weiterentwicklung und Produktion von Nachfolgemodellen zu den Tatra-Straßenbahnwagen aufgenommen hat. Nach zwei der drei Beteiligten wird es auch als Pragoimex & Krnovské opravny a strojírny bezeichnet.
Beteiligte des Konsortiums sind:
- das Unternehmen Krnovské opravny a strojírny s.r.o. (KOS) in Krnov (Jägerndorf)
- das Konstruktionsbüro VKV Praha s.r.o., gegründet 1996 in Prag, seit 2004 mit Dependance in Studénka
- die kaufmännische Ingenieurgesellschaft Pragoimex a.s. in Prag, gegründet 1991

Die Fabrik von Krnovské opravny a strojírny wurde 1872 als Eisenbahnausbesserungswerk der Mährisch-Schlesischen Centralbahn gegründet. Am 1. September 1992 verselbständigte sich das damals der tschechoslowakischen Staatsbahn ČSD gehörende Reparaturwerk zu dem genannten Unternehmen. Die Wartung und Restaurierung von Eisenbahnwagen sind weiterhin wichtige Geschäftsfelder, gingen aber durch den wirtschaftlichen Transformationsprozess zurück. Aufbauend auf der Reparatur von Tatra-Straßenbahnen entstand nach dem Konkurs von ČKD die Idee, selbst Straßenbahnwagen zu produzieren. Das Werk hat zurzeit etwa 600 Beschäftigte. Die Kompetenz zur technischen Innovation und zur Vermarktung bringen die anderen beiden Partner der Allianz mit.
Das Fertigungsprogramm besteht derzeit aus fünf Straßenbahn-Triebwagen-Typen (davon vier Gelenkwagen) mit unterschiedlich großem Niederfluranteil und einem Niederflur-Beiwagen. Ein besonders wichtiges Geschäftsfeld ist die Modernisierung von Tatra-Wagen, bis hin zum Austausch von Wagenkasten und Drehgestellen. Bis Ende März 2009 wurden insgesamt 250 Straßenbahnwagen gebaut oder umfassend modernisiert.